# Tirailleur

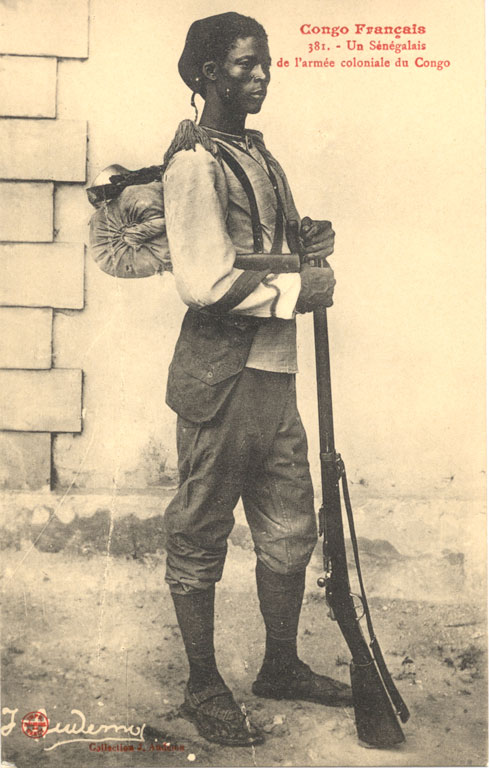
Een Senegalese tirailleur.

Een tirailleur (Frans: schutter) is van oorsprong de met een boog, of een steenwerper en later met een vuurwapen bewapende lichte infanterist, beter bekend als de Engelse skirmisher. De tirailleur is een infanterist. Van oudsher is de tirailleur onderdeel van een groter verband.
Kenmerk van de tiraillerende soldaten is hun gespreide gevechtsopstelling, dus niet in gesloten formaties, zoals de reguliere troepen meestal stonden. Doel van deze meestal lichtbewapende, vóór de troepen uit strijdende soldaten was het verstoren van de vijandelijke linies. Ook werden ze vaak gebruikt voor ondersteunende rollen, zoals munitieaanvoer en gewonden van het slagveld dragen. In de 17e en 18e eeuw was deze gevechtstechniek in onbruik geraakt, maar tijdens de Franse Revolutie en de Amerikaanse Onafhankelijkheidsoorlog bleek tirailleren toegevoegde waarde te hebben, omdat de gespreide tirailleurslinies moeilijker te raken waren met musketten en artillerie. Ook hadden de tirailleurs meestal een groter bereik met hun vuurwapens, waardoor ze veel slachtoffers konden maken in de meestal dichte linies van oprukkende vijandelijke infanterie.